# Фудбалска репрезентација Заједнице независних држава
Фудбалска репрезентација Заједнице независних држава је фудбалски тим који је представљао Заједницу независних држава (ЗНД), регионалну организацију коју је створило 12 од 15 новонасталих независних држава које су настале након распада Совјетског Савеза у првој половини 1992. године. Пошто је совјетски национални тим већ обезбедио место за Европско првенство 1992. квалификовавши се 1991, једини легитиман начин за њих да учествују на турниру је био да учествују као уједињени тим. Пошто је Совјетски Савез престао да постоји 1. јануара 1992, као и Фудбалски савез Совјетског Савеза. 11. јануара 1992. је основан Фудбалски савез Заједнице независних држава, а од стране ФИФА-е је одобрен два дана касније.
Пошто Естонија, Летонија и Литванија никада нису били чланови Заједнице независних држава, а и пошто су фудбалски национални тимови Естоније, Летоније и Литваније већ били формирани, играчи из ових држава нису могли да играју у тиму ЗНД-а. Иако је федерација била успешна у састављању националног тима, планови за заједничку лигу су били неуспешни, што је резултовало у одвојеним шампионатима свих држава. Иако је Грузија постала члан ЗНД-а 1993, она је такође учествовала у тиму ЗНД-а.
На Европском првенству 1992. национални фудбалски тим ЗНД-а је водио Анатолиј Бишовец. Тим није успео да оствари успех на Европском првенству 1992, завршивши последњи у својој групи са једним поразом и два ремија, одигравши нерешено са Немачком и Холандијом, пре него што је у последњој утакмици поражен од Шкотске са 3:0, што се испоставило да је био последњи меч ове репрезентације.

## Репрезентације бивших Совјетских република

### Чланови репрезентације ЗНД
| Јерменија    | Репрезентација | УЕФА                 |
| Азербејџан   | Репрезентација | УЕФА                 |
| Белорусија   | Репрезентација | УЕФА                 |
| Грузија      | Репрезентација | УЕФА                 |
| Казахстан    | Репрезентација | УЕФА (АФК:1992-2002) |
| Киргистан    | Репрезентација | АФК                  |
| Молдавија    | Репрезентација | УЕФА                 |
| Русија       | Репрезентација | УЕФА                 |
| Таџикистан   | Репрезентација | АФК                  |
| Туркменистан | Репрезентација | АФК                  |
| Украјина     | Репрезентација | УЕФА                 |
| Узбекистан   | Репрезентација | АФК                  |

### Нису чланови репрезентације ЗНД
| Естонија  | Репрезентација | УЕФА |
| Летонија  | Репрезентација | УЕФА |
| Литванија | Репрезентација | УЕФА |